# Forest City (Illinois)
Pour les articles homonymes, voir Forest City.
Forest City est un village du comté de Mason dans l'Illinois, aux États-Unis,. Situé à l'ouest du comté, il est incorporé le 7 mai 1897.

## Démographie
Lors du recensement de 2010, le village comptait une population de 246 habitants. Elle est estimée, en 2016, à 229 habitants.

### Source de la traduction
- (en) Cet article est partiellement ou en totalité issu de l’article de Wikipédia en anglais intitulé « Forest City, Illinois » (voir la liste des auteurs).